# Ryssjön (Nysätra socken, Västerbotten)
Ryssjön är en sjö i Robertsfors kommun i Västerbotten och ingår i Kålabodaåns huvudavrinningsområde. Sjön har en area på 0,12 kvadratkilometer och ligger 35,8 meter över havet.

## Delavrinningsområde
Ryssjön ingår i det delavrinningsområde (714316-174831) som SMHI kallar för Mynnar i Flarkbäcken. Medelhöjden är 52 meter över havet och ytan är 14,01 kvadratkilometer. Det finns ett avrinningsområde uppströms, och räknas det in blir den ackumulerade arean 26,62 kvadratkilometer. Aron-Olsabäcken som avvattnar avrinningsområdet har biflödesordning 3, vilket innebär att vattnet flödar genom totalt 3 vattendrag innan det når havet efter 15 kilometer. Avrinningsområdet består mestadels av skog (87 procent). Avrinningsområdet har 0,29 kvadratkilometer vattenytor vilket ger det en sjöprocent på 2,1 procent.